# Nationalpark Zakouma
Der Nationalpark Zakouma ist ein Nationalpark im Südosten des Tschad in der Provinz Salamat. Er ist 3000 km² groß. Seine Pufferzone hat eine Größe von 20.000 km². Der Nationalpark ist seit 2006 ein Teil des Ramsar-Gebiets Plaines d’inondation des Bahr Aouk et Salamat, das eines der weltweit größten Schutzgebiete dieser Art ist.

## Lage und Klima
Der Zakouma-Nationalpark liegt westlich von Salamats Hauptstadt Am Timan, 800 km südöstlich der Landeshauptstadt N’Djamena, auf 200 bis 500 m Höhe über dem Meeresspiegel. Der Jahresniederschlag beträgt 500 bis 890 mm. Die Regenzeit dauert vom späten April bis Ende Oktober.

## Flora und Fauna
Die vorherrschende Vegetationsform ist die baumbestandene Savanne, die von Langfäden-, Myrobalanen-, Anogeissus- und Aporosa-Arten dominiert wird. Sie ist mit kleineren Waldgebieten durchsetzt. Strauchland macht 51 % der Fläche des Nationalparks aus. Besonders im Süden gibt es ausgedehnte offene Flussauen, welche in der Regenzeit überschwemmt sind. Sie erstrecken sich über 500 km². Ihr Grasbewuchs wird hauptsächlich durch Vetiveria-, Borstenhirsen- und Paspalum-Arten gebildet. Die zahlreichen, teils von Galeriewald gesäumten Wasserläufe dienen auch zur Trockenzeit als Wasserstellen für die Wildtiere. Diese sind durch Löwen, Leoparden, Geparden, Afrikanische Wildhunde, Büffel, Warzenschweine, Giraffen, Große Kudus und viele andere Hornträger vertreten. Außerdem kommt Nothobranchius rubroreticulatus vor. Es gibt auch noch Elefanten im Zakouma-Nationalpark. Nashörner sind durch Wilderei ausgerottet; es gibt Pläne, sie wieder anzusiedeln.

### Vögel
Es wurden 226 im Park vorkommende Vogelarten verzeichnet. Die wichtigsten sind der Kronenkranich (im Winter), der Niamniampapagei, der Grünstirnspint, der Schwarzbrust-Furchenschnabel, die Sonnenlerche, der Rotkopf-Cistensänger, der Purpur-Glanzstar, der Gambagaschnäpper (zur Brutzeit), der Heuglinweber und der Grauastrild. Der Zakouma-Nationalpark soll auch größere Pelikan-Bestände beherbergen, allerdings wurden noch keine systematischen Zählungen der Wasservögel durchgeführt.

### Wilderei
Im August 2006 entdeckten Naturschützer von einem Kleinflugzeug aus 100 gewilderte Elefanten. Von 2006 bis 2008 sank die Zahl der Elefanten von 3000 auf etwa 1000. Auch einige Parkwächter wurden von den Wilderern erschossen. Seit der Übernahme des Parks von der Non-Profit-Organisation African Parks hat die Wilderei deutlich abgenommen und auch die Elefantenbestände erholen sich wieder.

## Schutzstatus
Das Gebiet wurde 1958 als Wildtierreservat unter Schutz gestellt und 1963 zu einem Nationalpark aufgewertet. Seit 1989 erhält der Park beträchtliche Unterstützung aus dem Ausland, beispielsweise im Rahmen eines von der EU finanzierten Schutzprojektes.
Der Zakouma-Nationalpark ist von dem Bahr Salamat Faunal Reserve umgeben, welches 20.600 km² umfasst. Es bildet die Pufferzone, obwohl es keinen entsprechenden Schutzstatus besitzt. Im Jahr 2010 übernahm die Non-Profit-Organisation African Parks das Management des Parks.

## Tourismus
Die große Entfernung vom Park zur Hauptstadt wirkt sich negativ auf die Entwicklung des Tourismus aus. Ein weiteres Problem ist die Konkurrenz durch besser erreichbare Parks im nördlichen Kamerun.
Die beste Besuchszeit ist im März und April, wenn sich die Tiere um die Wasserlöcher sammeln. Von Juni bis Oktober ist wegen des Regens kein Besuch möglich. Man kann im Le Campement Hôtelier Tinga, das innerhalb des Parkes liegt, übernachten. Es werden auch geführte Safaris und Ausritte angeboten.